# Английски ренесанс
Английски ренесанс е термин за културното развитие в Англия от ранния XVI до ранния XVII век. Свързва се с Ренесанса в Европа, започнал в Северна Италия в края на  XIV век.
Поети като Едмънд Спенсър създават творби, демонстриращи повишен интерес към разбирането на английските християнски вярвания, като например алегоричното представяне на рода Тюдор в „Кралицата на феите“. Драматурзи като Кристофър Марлоу и Уилям Шекспир създават театралната представа за английските възприятия за живота, смъртта и историята. Към края на царуването на династията Тюдор философи като Томас Мор и Френсис Бейкън публикуват своите идеали за човечеството и възгледите си за идеалното общество. Премахвайки астролозите и алхимиците, Англия се приближава до модерната наука чрез появата на емпиризма, предшественик на научния метод.

## Наименование
Идеята този период да бъде наричан Ренесанс е от 19 век. Много културни изследователи критикуват тази идея, твърдейки, че Английският ренесанс няма реална връзка с художествените постижения и цели на северно-италианските творци. В английската история периодът понякога е наричан „ерата на Шекспир“ или „Елизабетинска епоха“ по имената на най-известните автор и монарх на времето. Струва си обаче да се отбележи, че това е подвеждащо – Шекспир не е бил особено известен писател по времето си, а периодът обхваща време както преди, така и след властта на Елизабет. В Англия разцъфтява литература още 200 години преди Шекспир, по времето на Джефри Чосър. Той популяризира английския вместо латинския като език за литературни произведения само 50 години, след като Данте започва да пише поезия на италиански. По същото време на английски творят и Уилям Лангланд и Джон Гауър. Стогодишната война и последвалата я гражданска война, позната като Война на розите, вероятно спъват артистичния стремеж до времето на сравнително мирното и устойчиво управление на Елизабет I, когато театърът има възможност да се развие. Дори през тези години на война обаче, личности като Томас Малъри – автор на „Смъртта на Артур“, продължават да творят. По тези причини учените смятат названието „Английски ренесанс“ за спорен въпрос. Допълнителен аргумент е, че думата Ренесанс е ненужно натоварена и олицетворява положително „прераждане“ от предполагаемо по-примитивните Средни векове. Някои историци дори питат „Ренесанс за кого?“, сочейки например статута на жените, който значително спада през Ренесанса. Други историци смятат, че без значение как ще се нарече, времето на царуване на династията Тюдор е епоха, в която изкуството в Англия процъфтява, достигайки връхната си точка при Шекспир и неговите съвременници.

### Сравнение с Италианския ренесанс
Английският ренесанс се различава от италианския по няколко начина. Първо, доминиращата форма в изкуството по време на Английския ренесанс е била литературата, докато в Италия се е наблягало най-вече на визуалните изкуства като живописта, скулптурата и архитектурата. Второ, английското ренесансово движение възниква около два века след италианското и достига разцвета си около век по-късно. Последно, англичаните изглежда не са се влияели толкова от античното изкуство за разлика от италианците, за които Античността е била образец на всяко едно изкуство. По простата причина, че Английският ренесанс възниква по-късно от италианския, англичаните се влияят повече от самите италианци и преоткриват античното изкуство чрез тях.
От друга страна, двете епохи имат много общо една с друга. В края на 16 век Италия била музикалният център на Европа, а една от най-харесваните по това време музикални форми бил мадригалът. През 1558 Никълъс Йънг издава в Англия Musica transalpina – сбирка от италиански мадригали. Английската поезия била по това време достатъчно развита за тази промяна, откакто литературни форми като сонета уникално се адаптирали към мелодията на мадригалите. Композитори като Томас Морли публикували сбирки, съдържащи произведения, донякъде заимствани от английското творчество, но притежаващи и безспорен английски стил.

## Английски ренесансов театър
Английският ренесансов театър е английската драматургия, създадена в периода между Реформацията и затварянето на театрите през 1642 г. Може също да се нарича ранен модерен английски театър или Елизабетински театър по името на кралица Елизабет I. Включва драматургията на Шекспир, както и на много други известни автори.
Понятието се използва като събирателно за цялото драматургично творчество в епохата, включително и за Якобинския и Каролинския театър (царуването на Джеймс I и Чарлз I).

### Особености
Няколко са основните източници, от които черпи английският ренесансов театър. Решителен фактор се оказват т. нар. мистерии, които са част от религиозни чествания в Англия и други части на Европа през Средните векове. Мистериите са комплексни преразкази на легенди, основаващи се на библейски теми, първоначално изпълнявани в църквите, но по-късно превърнали се в част от честванията по време на религиозни празници. Друг източник са „моралните пиеси“, които се развиват също от мистериите, както и „Университетския театър“, който се опитва да пресъздаде гръцката трагедия.
Сцената, на която се изпълняват ренесансовите постановки, е платформа, обградена от 3 страни от публиката. Само задната част остава отворена за влизане и излизане, както и за настаняване на музиканти, акомпаниращи на честите песни.

### Жанрове
Историческата пиеса обрисува английската и европейската история. Примери са „Ричард III“ и „Хенри V“ от Шекспир, „Едуард II“ от Кристофър Марлоу.
Сред трагедиите особено популярни са тези на Кристофър Марлоу („Д-р Фауст“, „Евреинът от Малта“ и т.н.). Публиката харесва в частност драмите с отмъщение, например „Испанска трагедия“ от Томас Кид или „Дукесата на Малфи“, които предлагат разнообразие от бели жестокости.
Комедиите също са широко разпространени. Поджанр, който се развива, е градската комедия, занимаваща се по сатиричен начин с живота в Лондон след модата на Римската Нова комедия. Примери са „Празникът на обущаря“ от Томас Декър и „Добродетелната прислужница от Чипсайд“ от Томас Пидълтън.

## Английска ренесансова литература
Сред известните прозаици от периода са Джон Лили (1553 – 1606) и Томас Наш. Лили е писател, поет, драматург и политик, известен с книгите си Euphues: The Anatomy of Wit (1578) и Euphues and His England (1580). Неговият маниерен литературен стил дори дава начало на термина euphuism. Пиесата му Love's Metamorphosis оказва влияние върху ранната комедия на Шекспир Напразните усилия на любовта, а персонажите на Gallathea вероятно са повлияли върху други пиеси. Наш се счита за най-големия майстор на памфлета. Той е също драматург, поет и сатирик, като най-известната му творба е пикаресковият роман The Unfortunate Traveller.
Един от първите поети на английския ренесанс е Томас Уайът, който заедно с Хенри Хауърд, граф на Съри въвежда в английската литература стихотворната форма сонет. Едмънд Спенсър е виден английски поет, най-известен със своята епична поема Кралицата на феите, възхваляваща кралица Елизабет I (Глориана). Придворният благородник Филип Сидни е също известна фигура от епохата и сред творбите му са Astrophel and Stella, The Defence of Poetry и The Countess of Pembroke's Arcadia.

## Личности
- Философи: Томас Мор Франсис Бейкън
- Поети и драматурзи: Едмънд Спенсър, Кристофър Марлоу, Уилям Шекспир и Бен Джонсън
- Музиканти: Томас Телис, Томас Морли, Уилям Бърд.